# Кавалерійська бригада СС
Кавалерійська бригада СС (нім. SS-Kavallerie-Brigade) — німецьке військове формування, кавалерійська бригада у складі військ Ваффен-СС, що брала участь у бойових діях на Східному фронті під час Другої світової війни.

## Історія

### Формування і Польська кампанія

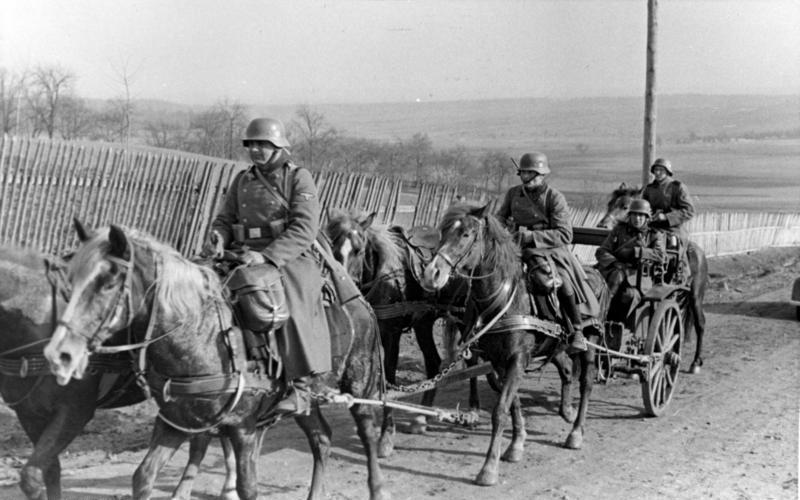
Кавалерія СС у Польщі, 1939

У вересні 1939 року в Берліні був створений кавалерійський полк СС «Тотенкопф». Спочатку в його складі було лише 27 офіцерів і 424 вершника. Всі вони разом складали чотири ескадрони. Полк був створений в найкоротший термін з кадрового складу розформованих кавалерійських шкіл Загальних СС в Мюнхені і Фореті. До 20-их чисел вересня 1939 полк прибув на територію Польщі і приступив до наведення «нового порядку». Полк був підпорядкований Вищому командуванню СС і Поліції «Схід» і спочатку розташувався неподалік від Лодзя.
Частини полку брали участь в насильницьких переселеннях населення Польщі за програмою, розробленою Головним управлінням раси і поселень. Ескадрони полку також брали участь у вилученні зброї розбитої польської армії у населення. Придушивши останній опір поляків, кавалеристи «Тотенкопф» взялися за євреїв. Оскільки на той момент в німецькій армії практично не було моторизованих частин, полку було доручено конвоювати партії заарештованих євреїв до концтаборів. Нерідко під такою охороною до місця призначення добиралася тільки половина заарештованих.

### Перебування в Польщі
До 1940 року кількість ескадронів полку збільшилася до 9, і вони були розподілені по різних містах Польщі, а штаб полку розташувався в Варшаві. Деякі ескадрони стали залучатися до антипартизанських операцій проти Армії Крайової. До весни 1940 року кількість ескадронів зросла до 13. З цієї причини 21 травня 1940 року 13 ескадронів були переформовані в два кавалерійських полки СС «Тотенкопф». Перший полк став квартирувати в Варшаві, а другий в Любліні. Протягом всього 1940 року обидва полки продовжували брати участь в вищеописаних акціях, діючи завжди з невиправданою жорстокістю. Крім того частини полків один раз знімалися в кінематографі і брали участь в різних парадах, а також несли вартову службу в місцях дислокації.

### Операція «Барбаросса»

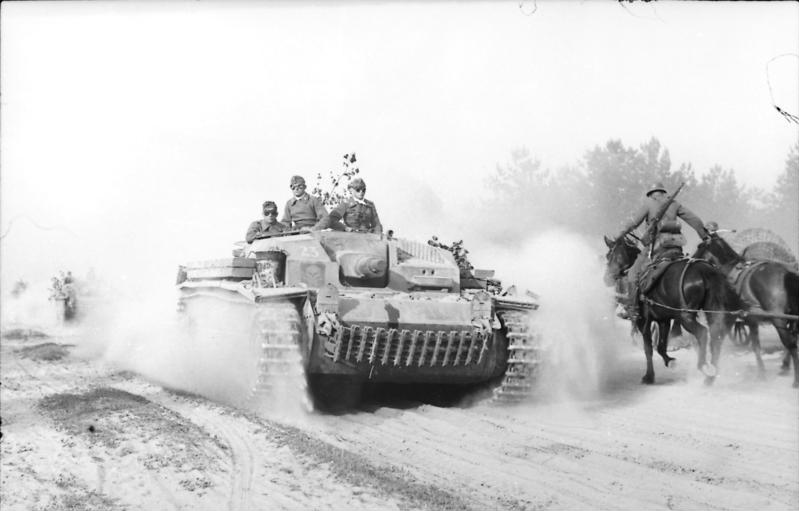
Прибуття німецьких штурмових гармат в супроводі кавалеристів СС, СРСР, червень 1941

З початком операції «Барбаросса» 1-й кавалерійський полк СС перейшов кордон СРСР і наступав разом зі 87-ї піхотною дивізією. Однак вже 29 червня 1941 року полк був відправлений в Сувалки, а потім на полігон «Гайделагер», де, мабуть, вже перебував 2-й полк. 21 липня обидва полки були відправлені в Барановичі і підпорядковані Вищому командуванню СС і Поліції «Росія-Центр».
2 серпня обидва полки були зведені в кавалерійську бригаду СС, а 4-го вперше вступили в бій. В середині серпня бригада боролася з радянською кавалерією біля Прип'яті. Після цього бригада стала залучатися до антипартизанських операцій на Поліссі. У вересні частини бригади брали участь у великій антипартизанській операції під Мозирем. У жовтні 1941 року частини бригади були залізницею перекинуті в район Невель — Великі Луки. До грудня бригада перебувала в зазначеному районі, діючи проти партизан, а потім була відправлена в район Ржев — Торопець. Тут кавалерія СС несла охоронну службу, а пізніше брали участь у боях на фронті.

### 1942
У січні 1942 року після боїв з Червоною армією бригада втратила 35 % свого особового складу і майже весь дивізіон розвідки. У лютому вона брала участь в боях за Нелідово. У квітні 1942 року всі боєздатні чини бригади були зведені в бойову групу «Цеендер», яка діяла разом зі 110-ї піхотною дивізією. 23 травня група була виведена з фронту і відправлена до Польщі. Трохи пізніше на основі кавалерійської бригади СС була створена 8-ма кавалерійська дивізія СС «Флоріан Гайєр».

## Командири
- Штандартенфюрер СС Герман Фегелейн (2 серпня 1941 — 19 березня 1942)
- Штурмбаннфюрер СС Густав Ломбард (19 березня — 15 квітня 1942)

## Склад
- 1-й кавалерійський полк СС
- 2-й кавалерійський полк СС
- Велосипедний розвідувальний батальйон СС
- Артилерійський дивізіон СС
- Зенітна батарея СС
- Рота зв'язку СС
- Санітарна рота СС
- Ветеринарна рота СС